# 榎本隆一郎
榎本 隆一郎（えのもと りゅういちろう、1894年2月8日 - 1987年2月7日）は、日本の海軍軍人、実業家。最終階級は海軍中将。

## 経歴
和歌山県出身。農業・榎本熊太郎の長男として生まれる。和歌山中学校を経て、1915年12月、海軍機関学校（24期）を卒業し、翌年12月、海軍機関少尉任官。1920年12月、海軍大学校選科学生となり、翌年9月、九州帝国大学工学部に入学、応用地質学を学び1924年3月に卒業した。
徳山燃料廠製油部員、機関学校教官、欧米出張、海軍省軍需局員、欧米出張、徳山燃料廠付、燃料廠研究部員、北支特務部員（北京）、商工省燃料局人造石油課長、昭南在勤武官などを経て、1942年11月、海軍少将に進級した。
第2燃料廠長、軍需省燃料局石油部長、同燃料局長、軍令部出仕などを歴任し、1945年11月、海軍中将となり予備役に編入された。1947年（昭和22年）11月28日、公職追放仮指定を受けた。
その後、日本瓦斯化学工業社長、水交会会長などを勤めた。

## 著書
- 『回想八十年』原書房、1976年。